# Spermophora maculata
Spermophora maculata là một loài nhện trong họ Pholcidae. Loài này được phát hiện ở Brasil.